# یسون تیمور (خانات جغتای)
یسون تیمور (انگلیسی: Yesun Temur; – ۱ ژانویهٔ ۱۳۴۲) یک تنگرباور خان (عنوان) (حکمرانی. ۱۳۳۷–۱۳۳۹) خانات جغتای بود. او برادر کوچکتر چانگشی خان بود. نام او در لغت به معنای «نه آهن» در زبان مغولی است.